# Uzlissea, Bilovodsk
Uzlissea (în ucraineană Узлісся) este un sat în comuna Pluhatar din raionul Bilovodsk, regiunea Luhansk, Ucraina.

## Demografie
Componența lingvistică a localității Uzlissea
     Ucraineană (91,18%)
     Rusă (8,82%)
Conform recensământului din 2001, majoritatea populației localității Uzlissea era vorbitoare de ucraineană (91,18%), existând în minoritate și vorbitori de rusă (8,82%).